# ジコトミクロビウム属
ジコトミクロビウム属（Dichotomicrobium、DCMB）は、真正細菌プロテオバクテリア門アルファプロテオバクテリア綱ヒフォミクロビウム目ヒフォミクロビウム科の属の一つである。
2023年現在、唯一、ジコトミクロビウム・サーモハロフィルム（Dichotomicrobium thermohalophilum）が所属している。

## 特徴
グラム陰性、好気性且つ絶対従属栄養性である。細胞はほぼ四面体の形状をしており、それを母細胞として最大4本の菌糸が発生し、それらの先端からは非運動性の芽胞が形成される。菌糸は二分枝し、多くの場合、鎖、さらには網状構造の構築がなされる。他のすべての出芽菌糸細菌とは異なり、菌糸中にポリ-β-ヒドロキシ酪酸顆粒を含んでいる。液体培養物は赤みがかった色素沈着 (カロテノイド) を示し、固体培地上のコロニーでは縁がぼやけた暗褐色を呈する。発見時の菌株は全て培養に酵母エキスを要求し、また中程度の好熱性と耐熱性を示した。生育温度の最大値は52～65℃であった。
炭素源として数種類の有機酸、特にクエン酸回路の生成物（リンゴ酸やコハク酸）を利用する。炭素源に糖類を与えられた場合の生育は貧弱で株間でばらつきがあることが確認されている。無機窒素源は生育に寄与しないが、数種類のアミノ酸は利用され、特にグルタミン酸、アルギニン、ロイシン、メチオニン、システインはいくつかの菌株によって利用された。羊血液寒天培地では優れた増殖が見られるが、溶血は起こさない。1～10μg/mlのペニシリンG及び他のいくつかの抗生物質に感受性を示す。GC含量は64mol%である。
ジコトミクロビウム・サーモハロフィルムのタイプ株はIFAM 954（ATCC 49408、DSM 5002）である。この株の16S rRNA遺伝子配列のGenBank/EMBL/DDBJアクセッション番号はFR733679である。

## 歴史
1989年にクリスティアン・アルブレヒト大学キールのP. HirschとB. Hoffmannは、シナイ半島の塩湖Solar Lake及びブラジルの塩湖の水から新種細菌を発見したことを報告し、ジコトミクロビウム・サーモハロフィルム（Dichotomicrobium thermohalophilum）の命名と新属としてジコトミクロビウム属を提案した。同年、IJSEMの承認リストに掲載された。